# Amt Kirchspielslandgemeinde Tellingstedt

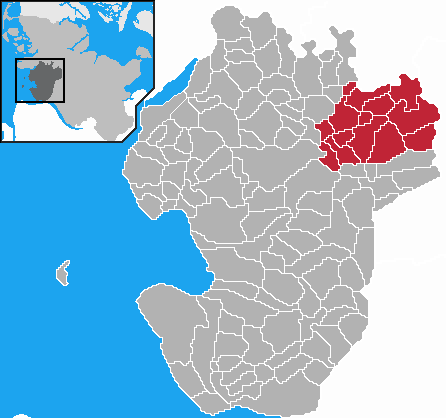
Lage des ehem. Amtes KLG Tellingstedt im Kreis Dithmarschen

Das Amt Kirchspielslandgemeinde Tellingstedt war ein Amt im Kreis Dithmarschen in Schleswig-Holstein. Seit dem 1. Januar 2008 bilden seine Gemeinden zusammen mit den Gemeinden der Ämter Kirchspielslandgemeinde Hennstedt und Kirchspielslandgemeinde Lunden das Amt Kirchspielslandgemeinden Eider.

## Gliederung
Der Verwaltungssitz des Amtes war in der Gemeinde Tellingstedt. Das Amt hatte eine Fläche von knapp 140 km² und 7900 Einwohner in den Gemeinden
1. Dellstedt
2. Dörpling
3. Gaushorn
4. Hövede
5. Pahlen
6. Schalkholz
7. Süderdorf
8. Tellingstedt
9. Tielenhemme
10. Wallen
11. Welmbüttel
12. Westerborstel
13. Wrohm

## Politik

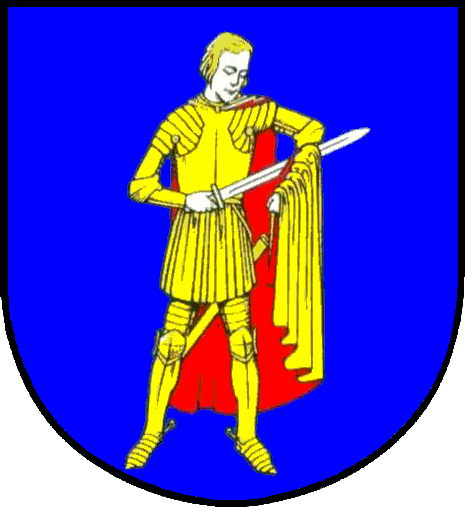
Wappen des ehem. Amtes KLG Tellingstedt

### Wappen
Das Wappen wurde am 9. Mai 1969 genehmigt.
Blasonierung: „In Blau ein golden gerüsteter, barhäuptiger Ritter in Vorderansicht, der unter dem abgewinkelten linken Arm seinen rotgefütterten goldenen Umhang mit einem silbernen Schwert durchschneidet (St. Martin).“
Mit der Gestalt des heiligen Martin greift das Wappen des Amtes Tellingstedt auf das historische Siegel des gleichnamigen Kirchspiels zurück. Das Kirchspiel Tellingstedt war eines der vier ältesten des Landes Dithmarschen. Anders als in den gängigen Abbildungen wird im Amtswappen der Heilige nicht zu Pferde und ohne die sein Tun erklärende Gestalt des Bettlers abgebildet. Die mittelalterlichen Siegel des Kirchspiels zeigen ihn nicht als römischen Soldaten, sondern bereits als Haupt der christlichen Gemeinde von Tours im Bischofsgewand. In der frühen Neuzeit wird der Heilige im Kirchspielsiegel durch die Gottesmutter mit dem Jesusknaben ersetzt. 
Das Wappen wurde von dem Brunsbütteler Heraldiker Willy „Horsa“ Lippert gestaltet.

### Flagge

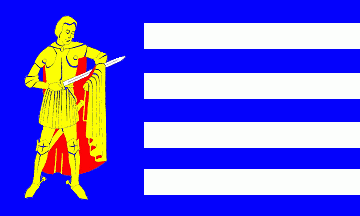
Flagge des Amtes Kirchspielslandgemeinde Tellingstedt

Die Flagge wurde am 13. Juli 1989 genehmigt.
Im blauen Liek die Gestalt des Hl. Martin aus dem Amtswappen in flaggengerechter Tingierung. Das fliegende Ende ist in neun abwechselnd blaue und weiße Streifen waagerecht geteilt.